# Materiaal
Materiaal is een natuurlijke of kunstmatig geproduceerde stof, bestemd om verwerkt te worden tot een bruikbaar product. Een materiaal is dus een stoffelijke zaak, geselecteerd op basis van zijn eigenschappen, met het oog op een bepaalde toepassing. De term 'materiaal' wordt gewoonlijk alleen gebruikt, als de verwerkte stof nog aan te wijzen is in onderdelen van het eindproduct. Anders spreekt men eerder van grondstof of ingrediënt.
Materialen worden gebruikt als bouwmateriaal, bij de ambachtelijke en industriële productie van goederen, en in de beeldende kunst, als uitgangsmateriaal voor het creëren van kunstvoorwerpen.
De materiaalkunde is de interdisciplinaire wetenschap die bestaande materialen op hun eigenschappen en structuur onderzoekt, en nieuwe materialen ontwikkelt.

## Geschiedenis
De oudste materialen zijn natuurlijke materialen, zoals bijvoorbeeld hout, in de vorm van boomstammen of takken, steen (keien), dierenhuiden. Een humoristisch beeld van dergelijke toepassingen wordt gepresenteerd in de tekenfilmserie "The Flintstones".
Geleidelijk leerde de mens materialen uit de natuur verder te bewerken tot kleding, wapens en gebruiksvoorwerpen.
Enkele belangrijke technologieën waren het:
- bakken van klei tot aardewerk
- gebruik van leem voor muren
- looien van dierenhuiden tot leer
- bewerken van vlas tot linnen, schapenvachten tot wollen kleding
- bewerken van metaal.

Opeenvolgende perioden uit de prehistorie worden genoemd naar de materiaaltechnologieën waarover men beschikte, respectievelijk de steentijd, kopertijd, bronstijd en ijzertijd.
In de twintigste eeuw werd de materiaaltechnologie sterk uitgebreid door de ontwikkeling van kunststoffen.
Veel nieuwe materialen zijn ontwikkeld als nevenproduct van de ruimtevaarttechnologie, onder andere nieuwe soorten technisch keramiek en traagschuim (gebruikt in matrassen).

## Classificatie van materialen
Van oorsprong werden vaste stoffen ingedeeld in drie hoofdgroepen: metalen, keramiek en natuurlijke en kunstmatige polymeren, bijvoorbeeld respectievelijk cellulose en plastics. Sinds de ontwikkeling van het vakgebied van de materiaalkunde, halverwege de twintigste eeuw, zijn daar twee technisch samengestelde materiaalgroepen bij gekomen, te weten de composieten en de halfgeleiders.
In de laatste decennia zijn er opnieuw diverse materiaalgroepen bij gekomen, ieder met hun eigen toepassingsgebied en typische eigenschappen, zoals biomaterialen en de zogeheten slimme materialen (smart materials).

### Metalen en legeringen
Een metaal is een materiaal dat doorgaans goed elektriciteit geleidt, taaie breuk vertoont, en middels gieten vervormd kan worden na verwarming. Metalen zijn vaak zwaar, glimmen, en kunnen na enige tijd corrosieverschijnselen vertonen. Er zijn zeer goedkope metalen zoals ijzer, maar ook zeldzame, dure metalen zoals goud en platina. Metalen die bestaan uit twee of meer elementen, worden legeringen genoemd. Enkele voorbeelden van metalen zijn ijzer, koper, aluminium en tin. Enkele voorbeelden van legeringen zijn staal, brons en messing.

### Keramiek
Hoewel veel mensen bij het woord "keramiek" waarschijnlijk vooral denken aan Delfts blauw aardewerk, is keramiek de verzamelnaam voor materialen die zijn samengesteld uit metallische en niet-metallische atomen. Keramische materialen zijn doorgaans bros en hard. In tegenstelling tot metalen zijn ze elektrisch isolerend en tevens zijn ze goed bestand tegen hoge temperaturen. Voorbeelden van keramische materialen zijn zand, klei, leem, natuursteen, basalt, graniet, diamant, aardewerk, porselein, glas, kristal, baksteen, kalkzandsteen, cement en perliet.

### Polymeren
Polymeren zijn organische structuren die uit lange moleculen bestaan. Scheikundig bezien bestaan polymeren met name uit koolstof en waterstof en andere niet-metallische elementen. Polymeren hebben een lage dichtheid en zijn zeer flexibel. Behalve plastics en andere kunststoffen vallen ook natuurlijke stoffen als natuurrubber onder de polymeren. Voorbeelden van kunstmatige polymeren zijn bakeliet, polyetheen, nylon en teflon.

### Composieten
Een composiet is een materiaal dat is opgebouwd uit verschillende componenten. Vaak worden hiermee vezelversterkte kunststoffen bedoeld. De vezels zorgen voor de krachtsdoorleiding en de matrix (vaak kunststoffen) houden de vezels samen en zorgen voor het overbrengen van schuifspanningen. Bekendste vezels zijn glas, aramide (kevlar) en koolstofvezel (carbon). Voorbeelden van composieten zijn glasvezel, glare en spaanplaat, maar ook beton wordt tot de composieten gerekend.

### Halfgeleiders
Een halfgeleider is een materiaal wat qua elektrische eigenschappen tussen een metaal (geleidend) en een keramiek (isolerend) in zit. De band gap tussen de valentieband en de geleidingsband is niet zo groot als bij keramische materialen, zodat de elektronen toch een beetje tussen de banden kunnen bewegen, en er daardoor een klein beetje stroom kan lopen. De eerste halfgeleiders werden halverwege de 20e eeuw ontwikkeld, waardoor de ontwikkeling van bijvoorbeeld elektronica, computers en zonnecellen mogelijk werd.

### Biomaterialen
Biomaterialen zijn in zekere zin geen aparte klasse van materialen. Materialen uit ieder van de bovengenoemde vijf klassen kunnen als biomateriaal gebruikt worden. Een biomateriaal wordt gebruikt voor implantaten in het menselijk lichaam ter vervanging van zieke of beschadigde lichaamsdelen.

### Smart materials
De naam "Smart materials" (letterlijk slimme materialen) wordt gebruikt als verzamelnaam voor de klasse van materialen die grote veranderingen in hun vorm kunnen ondergaan door externe invloeden.

## Eigenschappen van materialen
De relatie tussen de eigenschappen van materialen en hun samenstelling en structuur wordt wetenschappelijk onderzocht in het vakgebied van de materiaalkunde. Door deze relatie in kaart te brengen, kunnen nieuwe materialen met gewenste eigenschappen ontwikkeld worden. De belangrijkste eigenschappen van vaste stoffen zijn te groeperen in zes verschillende categorieën: mechanische, elektrische, thermische, magnetische, optische en corrosieve eigenschappen. Mechanische eigenschappen omvatten onder meer de elasticiteit, treksterkte en hardheid van een materiaal, de diëlektrische constante behoort tot de elektrische eigenschappen.

## Materiaalkeuze
Een goede materiaalkeuze staat of valt met een goed begrip van de wijze waarop het eindproduct gebruikt zal worden. Dit is een onderdeel van de toegepaste (technische) wetenschappen als civiele techniek, werktuigbouwkunde, luchtvaarttechnologie en industrieel ontwerpen.
Naast de materiaaleigenschappen, moet er ook rekening worden gehouden met aspecten als:
- prijs en beschikbaarheid
- levertijden
- persoonlijke voorkeuren
- mode
- milieu

Daarbij moet de totale levenscyclus van het product in het oog gehouden worden:
- de fabricage (aspect: bewerkbaarheid van het materiaal, snelheid van werken, bijvoorbeeld, de droogtijd van lijm)
- het gebruik zelf
- verwerkbaarheid na gebruik (afvalverwerking, hergebruik en recycling)

De eisen die aan een materiaal gesteld worden liggen vaak op verschillende vlakken en hangen sterk af van de toepassing die men in gedachte heeft. Een materiaal kan bijvoorbeeld hard zijn, zoals glas, maar ook bros en zwaar. Voor een toepassing als de vervaardiging van melkflessen is glas daarom goeddeels verdrongen door een kunststof, HDPE. Ook economische of ecologische overwegingen spelen hierbij een grote rol. Diamant is bijvoorbeeld zowel hard als licht, maar is bijzonder duur en moeilijk tot melkflessen te vormen.